# Gran Premio de la República Checa de Motociclismo de 2008
El Gran Premio de la República Checa de Motociclismo de 2008 (oficialmente Cardion Grand Prix České Republiky) fue la duodécima prueba del Campeonato del Mundo de Motociclismo de 2008. Tuvo lugar en el fin de semana del 15 al 17 de agosto de 2008 en el Autódromo de Brno, situado en Brno, Moravia, República Checa.
La carrera de MotoGP fue ganada por Valentino Rossi, seguido de Toni Elías y Loris Capirossi. Alex Debón ganó la prueba de 250 cc, por delante de Álvaro Bautista y Marco Simoncelli. La carrera de 125 cc fue ganada por Stefan Bradl, Mike Di Meglio fue segundo y Joan Olivé tercero.

## Resultados

### Resultados MotoGP
| Pos.    | N.º | Piloto           | Constructor | Vueltas | Tiempo/Retirado | Parrilla | Puntos |
| ------- | --- | ---------------- | ----------- | ------- | --------------- | -------- | ------ |
| 1       | 46  | Valentino Rossi  | Yamaha      | 22      | 43:28.841       | 2        | 25     |
| 2       | 24  | Toni Elías       | Ducati      | 22      | +15.004         | 13       | 20     |
| 3       | 65  | Loris Capirossi  | Suzuki      | 22      | +21.689         | 9        | 16     |
| 4       | 56  | Shinya Nakano    | Honda       | 22      | +25.859         | 8        | 13     |
| 5       | 13  | Anthony West     | Kawasaki    | 22      | +29.465         | 6        | 11     |
| 6       | 7   | Chris Vermeulen  | Suzuki      | 22      | +30.608         | 4        | 10     |
| 7       | 33  | Marco Melandri   | Ducati      | 22      | +36.453         | 11       | 9      |
| 8       | 15  | Alex de Angelis  | Honda       | 22      | +36.750         | 5        | 8      |
| 9       | 4   | Andrea Dovizioso | Honda       | 22      | +38.822         | 14       | 7      |
| 10      | 48  | Jorge Lorenzo    | Yamaha      | 22      | +39.573         | 17       | 6      |
| 11      | 21  | John Hopkins     | Kawasaki    | 22      | +39.610         | 3        | 5      |
| 12      | 50  | Sylvain Guintoli | Ducati      | 22      | +40.892         | 10       | 4      |
| 13      | 52  | James Toseland   | Yamaha      | 22      | +1:11.490       | 16       | 3      |
| 14      | 5   | Colin Edwards    | Yamaha      | 22      | +1:21.133       | 15       | 2      |
| 15      | 2   | Dani Pedrosa     | Honda       | 22      | +1:37.038       | 12       | 1      |
| 16      | 14  | Randy de Puniet  | Honda       | 22      | +1:38.407       | 7        |        |
| Ret     | 1   | Casey Stoner     | Ducati      | 6       | Retirado        | 1        |        |
| Fuente: |     |                  |             |         |                 |          |        |

### Resultados 250cc
| Pos.    | N.º | Piloto              | Constructor | Vueltas | Tiempo/Retirado | Parrilla | Puntos |
| ------- | --- | ------------------- | ----------- | ------- | --------------- | -------- | ------ |
| 1       | 6   | Alex Debón          | Aprilia     | 20      | 41:08.168       | 2        | 25     |
| 2       | 19  | Álvaro Bautista     | Aprilia     | 20      | +0.280          | 10       | 20     |
| 3       | 58  | Marco Simoncelli    | Gilera      | 20      | +0.325          | 1        | 16     |
| 4       | 21  | Héctor Barberá      | Aprilia     | 20      | +0.827          | 3        | 13     |
| 5       | 36  | Mika Kallio         | KTM         | 20      | +1.249          | 7        | 11     |
| 6       | 72  | Yuki Takahashi      | Honda       | 20      | +13.713         | 8        | 10     |
| 7       | 75  | Mattia Pasini       | Aprilia     | 20      | +13.826         | 4        | 9      |
| 8       | 55  | Héctor Faubel       | Aprilia     | 20      | +16.026         | 14       | 8      |
| 9       | 15  | Roberto Locatelli   | Gilera      | 20      | +19.084         | 17       | 7      |
| 10      | 41  | Aleix Espargaró     | Aprilia     | 20      | +20.692         | 18       | 6      |
| 11      | 14  | Ratthapark Wilairot | Honda       | 20      | +29.495         | 20       | 5      |
| 12      | 60  | Julián Simón        | KTM         | 20      | +29.772         | 6        | 4      |
| 13      | 4   | Hiroshi Aoyama      | KTM         | 20      | +31.944         | 16       | 3      |
| 14      | 52  | Lukáš Pešek         | Aprilia     | 20      | +36.314         | 9        | 2      |
| 15      | 25  | Alex Baldolini      | Aprilia     | 20      | +43.751         | 11       | 1      |
| 16      | 50  | Eugene Laverty      | Aprilia     | 20      | +46.564         | 12       |        |
| 17      | 32  | Fabrizio Lai        | Gilera      | 20      | +55.591         | 13       |        |
| 18      | 90  | Federico Sandi      | Aprilia     | 20      | +55.704         | 19       |        |
| 19      | 45  | Doni Tata Pradita   | Yamaha      | 20      | +1:24.324       | 22       |        |
| 20      | 94  | Toni Wirsing        | Honda       | 20      | +1:39.423       | 21       |        |
| 21      | 7   | Russell Gómez       | Aprilia     | 20      | +1:59.990       | 23       |        |
| Ret     | 12  | Thomas Lüthi        | Aprilia     | 3       | Caída           | 5        |        |
| Ret     | 17  | Karel Abraham       | Aprilia     | 2       | Caída           | 15       |        |
| DNS     | 54  | Manuel Poggiali     | Gilera      | 0       | No participó    | 24       |        |
| Fuente: |     |                     |             |         |                 |          |        |

### Resultados 125cc
| Pos.    | N.º | Piloto             | Constructor | Vueltas | Tiempo/Retirado | Parrilla | Puntos |
| ------- | --- | ------------------ | ----------- | ------- | --------------- | -------- | ------ |
| 1       | 17  | Stefan Bradl       | Aprilia     | 19      | 41:05.176       | 13       | 25     |
| 2       | 63  | Mike Di Meglio     | Derbi       | 19      | +0.881          | 5        | 20     |
| 3       | 6   | Joan Olivé         | Derbi       | 19      | +4.070          | 10       | 16     |
| 4       | 1   | Gábor Talmácsi     | Aprilia     | 19      | +4.118          | 1        | 13     |
| 5       | 18  | Nicolás Terol      | Aprilia     | 19      | +7.048          | 2        | 11     |
| 6       | 38  | Bradley Smith      | Aprilia     | 19      | +9.334          | 4        | 10     |
| 7       | 11  | Sandro Cortese     | Aprilia     | 19      | +12.813         | 6        | 9      |
| 8       | 44  | Pol Espargaró      | Derbi       | 19      | +16.491         | 7        | 8      |
| 9       | 29  | Andrea Iannone     | Aprilia     | 19      | +17.637         | 3        | 7      |
| 10      | 24  | Simone Corsi       | Aprilia     | 19      | +17.855         | 8        | 6      |
| 11      | 45  | Scott Redding      | Aprilia     | 19      | +18.964         | 17       | 5      |
| 12      | 33  | Sergio Gadea       | Aprilia     | 19      | +29.920         | 9        | 4      |
| 13      | 12  | Esteve Rabat       | KTM         | 19      | +38.445         | 15       | 3      |
| 14      | 77  | Dominique Aegerter | Derbi       | 19      | +54.637         | 24       | 2      |
| 15      | 21  | Robin Lässer       | Aprilia     | 19      | +54.797         | 22       | 1      |
| 16      | 22  | Pablo Nieto        | KTM         | 19      | +55.723         | 28       |        |
| 17      | 96  | Lukáš Šembera      | Aprilia     | 19      | +56.786         | 36       |        |
| 18      | 7   | Efrén Vázquez      | Aprilia     | 19      | +59.166         | 19       |        |
| 19      | 8   | Lorenzo Zanetti    | KTM         | 19      | +59.330         | 20       |        |
| 20      | 30  | Pere Tutusaus      | Aprilia     | 19      | +59.340         | 30       |        |
| 21      | 60  | Michael Ranseder   | Aprilia     | 19      | +1:00.307       | 25       |        |
| 22      | 72  | Marco Ravaioli     | Aprilia     | 19      | +1:07.401       | 33       |        |
| 23      | 34  | Randy Krummenacher | KTM         | 19      | +1:11.701       | 26       |        |
| 24      | 16  | Jules Cluzel       | Loncin      | 19      | +1:19.343       | 27       |        |
| 25      | 56  | Hugo van den Berg  | Aprilia     | 19      | +1:30.988       | 35       |        |
| 26      | 5   | Alexis Masbou      | Loncin      | 19      | +1:31.018       | 32       |        |
| 27      | 95  | Robert Mureșan     | Aprilia     | 19      | +1:31.149       | 31       |        |
| 28      | 48  | Bastien Chesaux    | Aprilia     | 19      | +1:33.222       | 34       |        |
| 29      | 69  | Louis Rossi        | Honda       | 19      | +1:33.600       | 37       |        |
| 30      | 97  | Michal Prášek      | Aprilia     | 18      | +1 vuelta       | 38       |        |
| 31      | 98  | Andrea Toušková    | Honda       | 18      | +1 vuelta       | 39       |        |
| Ret     | 37  | Karel Pešek        | Aprilia     | 17      | Caída           | 29       |        |
| Ret     | 51  | Stevie Bonsey      | Aprilia     | 15      | Retirado        | 18       |        |
| Ret     | 93  | Marc Márquez       | KTM         | 6       | Caída           | 12       |        |
| Ret     | 94  | Jonas Folger       | KTM         | 1       | Retirado        | 23       |        |
| Ret     | 35  | Raffaele De Rosa   | KTM         | 0       | Caída           | 11       |        |
| Ret     | 71  | Tomoyoshi Koyama   | KTM         | 0       | Caída           | 14       |        |
| Ret     | 73  | Takaaki Nakagami   | Aprilia     | 0       | Caída           | 21       |        |
| Ret     | 99  | Danny Webb         | Aprilia     | 0       | Caída           | 16       |        |
| Fuente: |     |                    |             |         |                 |          |        |